# Kantonales Zoologiemuseum

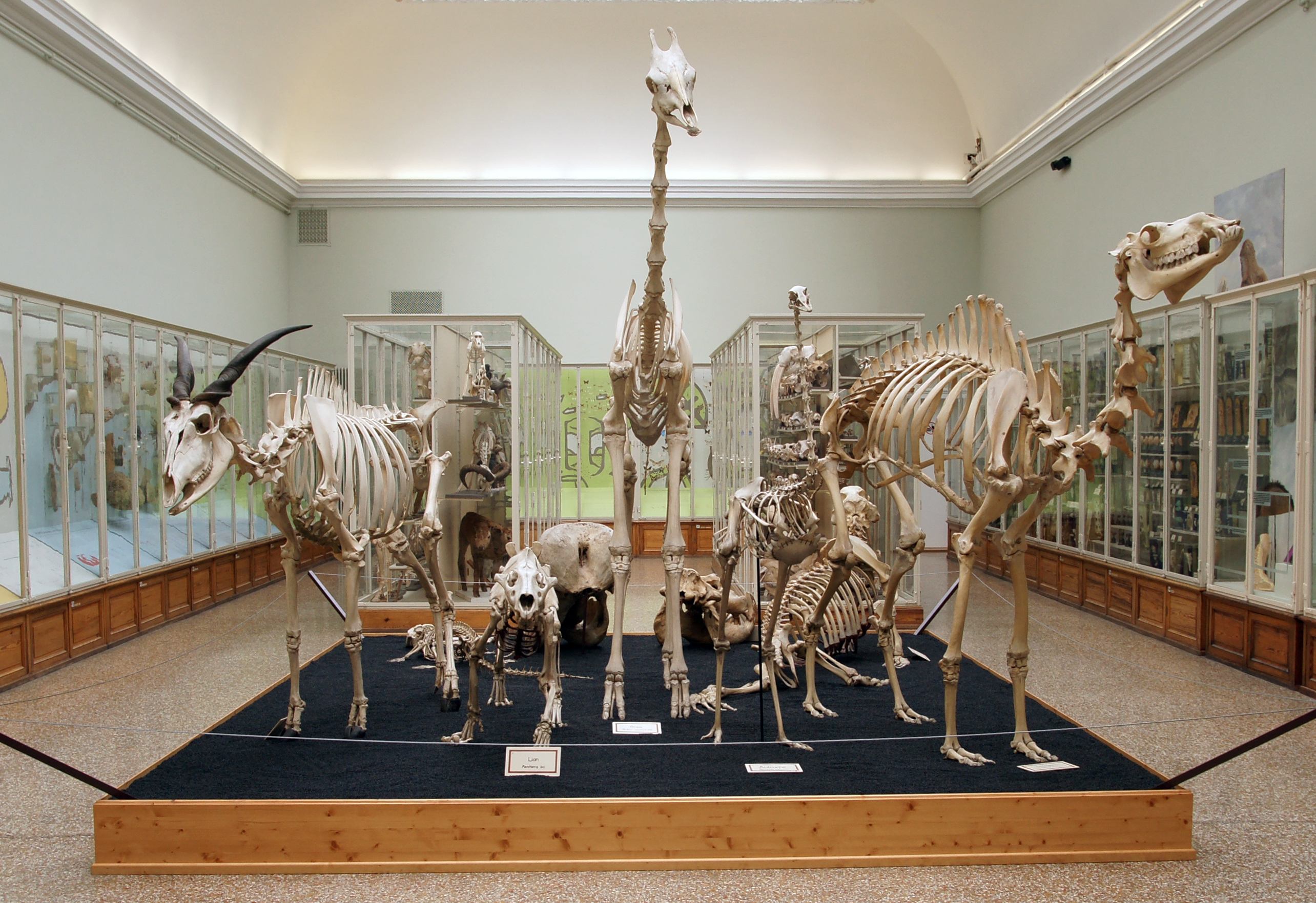

Das kantonale zoologische Museum in Lausanne ist seit dem 1. Januar 2023 eine Abteilung des Naturéum, des naturwissenschaftlichen Museums des Kantons Waadt in der Stadt Lausanne. Es ist eine öffentliche Einrichtung der kantonalen Dienststelle für Kultur und gehört zu den Kulturgütern von nationaler Bedeutung.

## Beschreibung
Die Abteilung in Lausanne ist neben dem Zoologischen Museum Zürich und dem Paläontologischen Museum Zürich das einzige kantonale Spezialmuseum für Zoologie in der Schweiz.
Nach der Gründung der kantonalen naturwissenschaftlichen Sammlungen 1818 kamen bald auch ältere Privatsammlungen zoologischer Objekte in den Besitz des neuen Museums. Die Existenz solcher privater Kollektionen im Kanton Waadt ist schon im 18. Jahrhundert bezeugt. Die besondere zoologische Sammlung wurde 1833 gebildet, als das Museum die Sammlung des Politikers, Naturforschers und Zoologieprofessors Daniel-Alexandre Chavannes erhielt, des Mitbegründers der Schweizerischen Naturforschenden Gesellschaft (heute: Akademie der Naturwissenschaften Schweiz) und der Société Vaudoise des Sciences Naturelles. Im 19. Jahrhundert war die kantonale zoologische Sammlung im Gebäude der Akademie Lausanne, aus welcher die Universität Lausanne hervorging, ausgestellt. 1909 fand sie ihren neuen Standort im Palais de Rumine, wo sie seither als «Kantonales Museum für Zoologie» besteht.

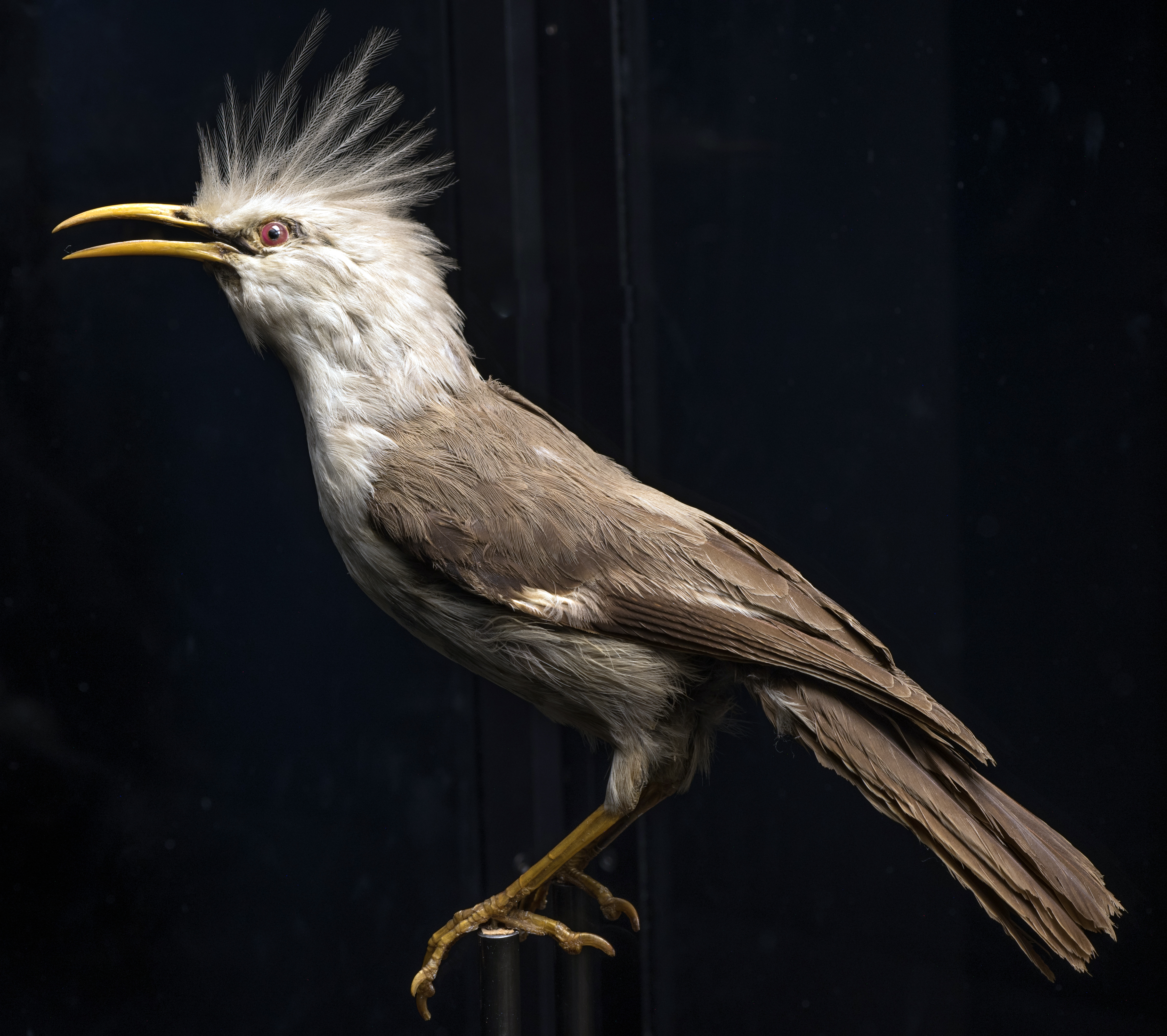
Präpariertes Exemplar des im 19. Jahrhundert ausgestorbenen Hopfstars in der Ausstellung in Lausanne

In der Dauerausstellung des Museums nehmen die Säugetiere den grössten Platz ein. Seit 2019 zeigt eine neue Ausstellung Beispiele einiger ausgestorbener Tierarten.
Die Sammlung des Museums umfasst mehr als 2 Millionen Exemplare, vor allem Insekten und Weichtiere sowie über 25000 Wirbeltiere. Der Museumsbestand wuchs von Zeit zu Zeit durch die Schenkung weiterer Privatsammlungen wie der Schmetterlingssammlung des Schriftstellers Vladimir Nabokov und der Insektensammlung von Albert Sermet, Yverdon-les-Bains.
Für die umfangreichen nicht ausgestellten Sammlungen benützt das Museum das kantonale Kulturgüterschutzlager in der Felskaverne des ehemaligen Reaktors Lucens.